# رودني موريس
رودني موريس (بالإنجليزية: Rodney Morris)‏ هو لاعب بلياردو أمريكي ‏ أمريكي، ولد في 25 نوفمبر 1970 في آناهايم في الولايات المتحدة.

## وصلات خارجية
- رودني موريس على موقع AZBilliards.com (الإنجليزية)